# 10006 Сессай
10006 Сессай (10006 Sessai) — астероїд головного поясу, відкритий 22 жовтня 1976 року.
Тіссеранів параметр щодо Юпітера — 3,375.
Названо на честь Сессай (яп. せっさい(拙斎) сессай).